# 4686 Maisica
4686 Maisica è un asteroide della fascia principale. Scoperto nel 1979, presenta un'orbita caratterizzata da un semiasse maggiore pari a 2,3650598 UA e da un'eccentricità di 0,1592836, inclinata di 4,46843° rispetto all'eclittica.